# Бэриш, Барри
Барри Кларк Бэриш (англ. Barry Clark Barish; род. 27 января 1936, Омаха, Небраска) — американский физик-экспериментатор, нобелевский лауреат 2017 года. 
Именной профессор-эмерит в Калифорнийском технологическом институте.
Член Национальной академии наук США (2002) и Американского философского общества (2025), иностранный член Лондонского королевского общества (2019) и Российской академии наук (2019). 

## Биография
Его родители Харольд Бэриш (1911—1988) и Ли Бэриш (1919—1995) происходили из семей еврейских эмигрантов из России, поселившихся сначала в Су-Сити, а позже в Омахе. Вырос в Южной Калифорнии.
В 1957 году получил степень бакалавра по физике, в 1963 году — доктора по физике высоких энергий в Калифорнийском университете в Беркли. С 1963 года работает в Калифорнийском технологическом институте.
С 1994 года ведущий исследователь LIGO, а с 1997 года её директор.
Также работал в Фермилабе и на Международном линейном коллайдере.
Член Американского физического общества.
Жена — Самоэн Бэриш. Их дети — Стефани Бэриш и Кеннет Бэриш, профессор Калифорнийского университета в Риверсайде.

## Отличия
- 2002 — Klopsteg Memorial Award[англ.]
- 2006 — Почётный доктор Болонского университета
- 2013 — Почётный доктор Университета Глазго
- 2016 — Приз Энрико Ферми[англ.]
- 2017 — Премия принцессы Астурийской (исследования в области науки и техники)
- 2017 — Медаль Генри Дрейпера
- 2017 — Нобелевская премия по физике
- 2022 — Национальная научная медаль США